# Bex & Blanche
Bex & Blanche was een televisieserie die oorspronkelijk tussen 1993 en 1994 werd uitgezonden op de Belgische commerciële televisiezender VTM. Het is de opvolger van Commissaris Roos. In het voorjaar van 2021 is de reeks terug heruitgezonden op VTM Gold.

## Rolverdeling
- Jakob Beks - Ronnie Bex
- Dora van der Groen - Blanche Bex
- Fred Van Kuyk - Dolf Wagemans

## Afleveringen
| Aflevering | Titel           | Eerste uitzending |  |
| --- | --------------- | ----------------- |  |
| 1 | De Pizzafactor  | 4 november 1993   |  |
| Privédetective Ronnie Bex besluit het detectivebureau dat door zijn vader werd opgericht zelfstandig te gaan leiden. Wanneer hij wordt benaderd door een moeder die zich zorgen maakt over de relatie van haar dochter met een topgangster, denkt Bex de zaak met gemak op te lossen. Maar niets is wat het lijkt... Gastacteurs: Frank Aendenboom, Magda Cnudde, Staf Coppens, Herman Denkens, Shen Jin, Arthur Semay, Alain Van Goethem, Elle van Rijn, Guy Van Sande |                 |                   |  |
| 2 | IJzeren Buffel  | 11 november 1993  |  |
| Een Chinees meisje vraagt Bex om een videocassette uit een hotelkamer te ontvreemden. Ter plaatse stoot de privédetective op het lijk van een man. Het wordt er niet beter op wanneer blijkt dat de video over een commissaris van de zedenpolitie gaat. De Chinese maffia blijkt bovendien ook heel geïnteresseerd in de videotape. Gastacteurs: Cecilia-Marie Carreon, Staf Coppens, Herman Denkens, Yanou Meas, Arthur Semay, Peter Van Asbroeck |                 |                   |  |
| 3 | Matonge         | 18 november 1993  |  |
| De rijke weduwe van een ex-koloniaal vraagt Bex de dochter van haar vroegere huishoudster in Zaïre op te sporen. De jonge vrouw zou sinds de dood van haar moeder in België verblijven. De speurtocht loont de moeite want weduwe Cardon wil haar hele fortuin aan het meisje overmaken. Bex schakelt Dolf in, die blijkbaar goed zijn weg kent in het nachtleven en die Elisabeth inderdaad op het spoor komt. Gastacteurs: Harry De Peuter, Fanny Haghebaert, Helen Kamperveen, Rifi Kythouka, Viktor Lazlo, Carry Mortelmans, Lut Mortelmans, Ken Ndiaye, Yvonne Ristie, Arthur Semay, Lucien Edouard Sene, Mieke Verheyden |                 |                   |  |
| 4 | Price of Love   | 25 november 1993  |  |
| Een knappe vrouw van veertig vraagt Bex haar zoon Stefan op te sporen en hem een brief te overhandigen. Zelf is ze niet bij machte hem te benaderen. De zoektocht brengt Bex in het milieu van de handelaars in tweedehandswagens. Stefan stemt er mee in om met Bex mee te gaan, hoewel een vriend het een gevaarlijke toestand vindt. Zo ontdekt Bex dat het niet om moeder en zoon gaat, maar om minnaars. Gastacteurs: François Beukelaers, Daniela Bisconti, Koen De Bouw, Mieke De Groote, Jo Dua, Stijn Meuris, Arthur Semay, Karlijn Sileghem, Jef Van Gestel                                                          |                 |                   |  |
| 5 | De Fiscus       | 2 december 1993   |  |
| Ronnie Bex is in alle staten, want hij verwacht een controle van de belastingen. Natuurlijk is hij niet met zijn papieren in orde. Volgens Dolf zou het allemaal anders zijn als Bex op een serieuze manier zou werken. Een zaak afhandelen, netjes een factuur maken en dergelijke meer. Gastacteurs: Staf Coppens, Veerle Eyckermans, Peter Rouffaer, Linda Schagen Van Leeuwen, Rita Smets, Christian Van Acker (met stem van Arnold Willems), Bieke Van Melkebeek, Knarf Van Pellecom, Dirk Vermiert |                 |                   |  |
| 6 | Ninotchka       | 9 december 1993   |  |
| Dolf kent een Russisch meisje, Ninotchka, dat tegen betaling een schijnhuwelijk wil sluiten. Samen zoeken ze Jaakske te overhalen, maar Bex wordt zelf zo verliefd op Ninotchka dat hij in de plaats van Jaak naar het stadhuis trekt. De volgende dag zijn zowel Ninotchka als het geld verdwenen. Ten einde raad gaat Bex haar vriendin Minka, die getuige was bij het huwelijk, opzoeken. Gastacteurs: Diane Belmans, Christine Bosmans, Ron Cornet, Herman Denkens, Manou Kersting, Annie Moortgat, Arthur Semay, Door Van Boeckel, Walter Van de Velde, Ria Verschaeren                                                   |                 |                   |  |
| 7 | Ara! Ara!       | 16 december 1993  |  |
| Bex aanvaardt een schijnbaar makkelijke klus: een vrouw vraagt hem een muziekkoffer op de luchthaven op te halen en ongezien voorbij de douane te brengen. Eens buiten blijken evenwel nog anderen interesse te hebben voor de koffer en vlucht de vrouw zonder een spoor na te laten. Het lukt Bex om, met de hulp van Dolf, de koffer onbeschadigd naar zijn kantoor te brengen. Gastacteurs: Els De Schepper, Blanka Heirman, Horst Mentzel, Greet Rouffaer, Wouter Van Lierde, Rudolf Vervliet, Erik Verschueren |                 |                   |  |
| 8 | Sikh Story      | 23 december 1993  |  |
| De deurwaarder slaat Bex' inboedel aan wegens niet betaalde rekeningen. Dolf brengt zoals gewoonlijk de oplossing: twee Sikhs hebben er een kostbaar kunstwerk voor over als Bex een vriend kan helpen die beschuldigd wordt van moord. De zaak werd door de politie geklasseerd als een afrekening onder illegale arbeiders, maar dat nemen beide mannen niet. Gastacteurs: Jappe Claes, Antje De Boeck, Pol Goossen, Jan Hammenecker, Dirk Lavrysen, Shanti Mohanpersad, Martin Schwab, Peter Van den Eede, Bob Van Der Veken, Marc Van Eeghem, Mia Van Roy, Paul Wuyts                                                      |                 |                   |  |
| 9 | Canada Smiling  | 30 december 1993  |  |
| Met de hulp van Blanche kan Bex aan de slag als bewaker bij een containerbedrijf in de haven. Hij vormt samen met Raf één van de patrouilles die moeten verhinderen dat verstekelingen in de containers kruipen. Reeds bij zijn eerste opdracht is Bex getuige van een ongeval. Gastacteurs: Bob De Moor, Luk D'Heu, Vic Ribbens, Arthur Semay, Clio Simons, Peter Thyssen, Peter Van den Eede, Roger Van Kerpel, Wim Willaert |                 |                   |  |
| 10 | Ecstasy         | 6 januari 1994    |  |
| Een oude schoolvriendin van Blanche is nu de directrice van een elitaire privéschool. Toch wordt er ook in haar instituut drugs verhandeld. Ze roept de hulp in van Bex om het probleem op te lossen en de dealers te ontmaskeren. De detective gaat undercover als hulpje in de keuken, waar hij het meteen aan de stok krijgt met de hoofdkok. Deze is ontzettend brutaal. Gastacteurs: Marc Bober, Chris Boni, Robbie Cleiren, Merel De Vilder Robier, Mies Meulders, Walter Rits, Sophie Sente, Mathias Sercu, Ben Simons, Cara van Wersch                                                                                 |                 |                   |  |
| 11 | Ringer          | 13 januari 1994   |  |
| Bex vergezelt Jaakske naar de dierenarts. Terug thuis vindt Bex een videocassette in zijn jaszak met daarop het verslag van een paardenrace, waarbij een paard ten val komt en ter plaatse wordt afgemaakt. Wanneer hij aanbelt op het adres, vermeld op de tape, staat hij oog in oog met de assistente van de dierenarts. Gastacteurs: Bert Champagne, Peter Broekaert, Lieve Cools, Herman Denkens, Steve De Schepper, Dimitri Dupont, Guido Maeremans, Jaak Pijpen, Tine Van den Brande |                 |                   |  |
| 12 | Noblesse Oblige | 20 januari 1994   |  |
| Bex zit voor de zoveelste keer in geldnood. Hij heeft Dolf zelfs een ongedekte cheque gegeven. Omdat Blanche erop staat dat hij dit meteen regelt, gaat Bex naar de bank. Daar is net een overval gebeurd en de directeur heeft zin noch tijd om over Bex' kaskrediet na te denken. Een vrouwelijke bediende wil hem wel helpen en geeft hem haar adres. Gastacteurs: Els Olaerts, Senne Rouffaer, Arthur Semay, Fania Sorel, Dre Van Daele, Frans Van der Aa, Cara van Wersch |                 |                   |  |
| 13 | Pink Moon       | 27 januari 1994   |  |
| Mevrouw Wouters, een rijke weduwe, verzoekt Bex haar verdwenen dochter Doris op te sporen. Tijdens een veiling, waar een waardevolle tekening wordt aangeboden die tot het erfdeel van de vrouw behoorde, vindt de detective haar huidige adres. Ter plaatse blijkt een sekte gevestigd te zijn. Gastacteurs: Staf Coppens, Kris Cuppens, Suzanne Juchtmans, Chris Lomme, Katrien Meganck, Simone Milsdochter, Arthur Semay |                 |                   |  |
| 14 | Parfum          | 3 februari 1994   |  |
| Maude Maubet is het slachtoffer geweest van een aanslag op... haar neus. Voor de vrouw is dit een ramp. Als verantwoordelijke voor de parfumerieafdeling van het parfum- en modehuis Maubet, is haar neus een 'werkinstrument'. Bex moet uitzoeken wie van haar medewerkers de schuldige is. De detective gaat in het bedrijf aan de slag en ontdekt zeer snel dat er een enorme rivaliteit heerst. Gastacteurs: Gene Bervoets, Alex Cassiers, Annick Christiaens, Truus Druyts, Ludo Hellinx, Marijke Pinoy, Hilde Van Mieghem                                                                                                |                 |                   |  |
| 15 | Zacht Beton     | 10 februari 1994  |  |
| Aannemer Borremans verdenkt zijn werkneemster Linda Bruyneels ervan belangrijke papieren door te spelen aan de concurrentie en vraagt Bex haar te schaduwen. Gastacteurs: Staf Coppens, Lea Couzin, Hugo Danckaert, Herman Denkens, Marcel De Stoop, Ann Hendriks, Sylvia Kristel, Filip Peeters, Marc Schillemans, Arthur Semay, Greta Van Langendonck, Nolle Versyp |                 |                   |  |
| 16 | Buddies         | 17 februari 1994  |  |
| Bex krijgt van het Ministerie van Binnenlandse Zaken drie maanden de tijd om een diploma te halen, zo niet moet hij zijn detectivebureau sluiten. Blanche wil het levenswerk van haar overleden echtgenoot niet verloren zien gaan en overtuigt Ronnie om opnieuw naar school te gaan. Bex schrijft zich in bij T & S, een erkend privé-instituut geleid door Taaimans en Smits. Gastacteurs: Ann Ceurvels, Staf Coppens, Sien Eggers, Michel Mentens, Arthur Semay, Carel Struycken, Peter Van den Begin, Jos Van Geel, Anja Van Riet                                                                                         |                 |                   |  |